# Biserica de lemn din Valea Cășeielului

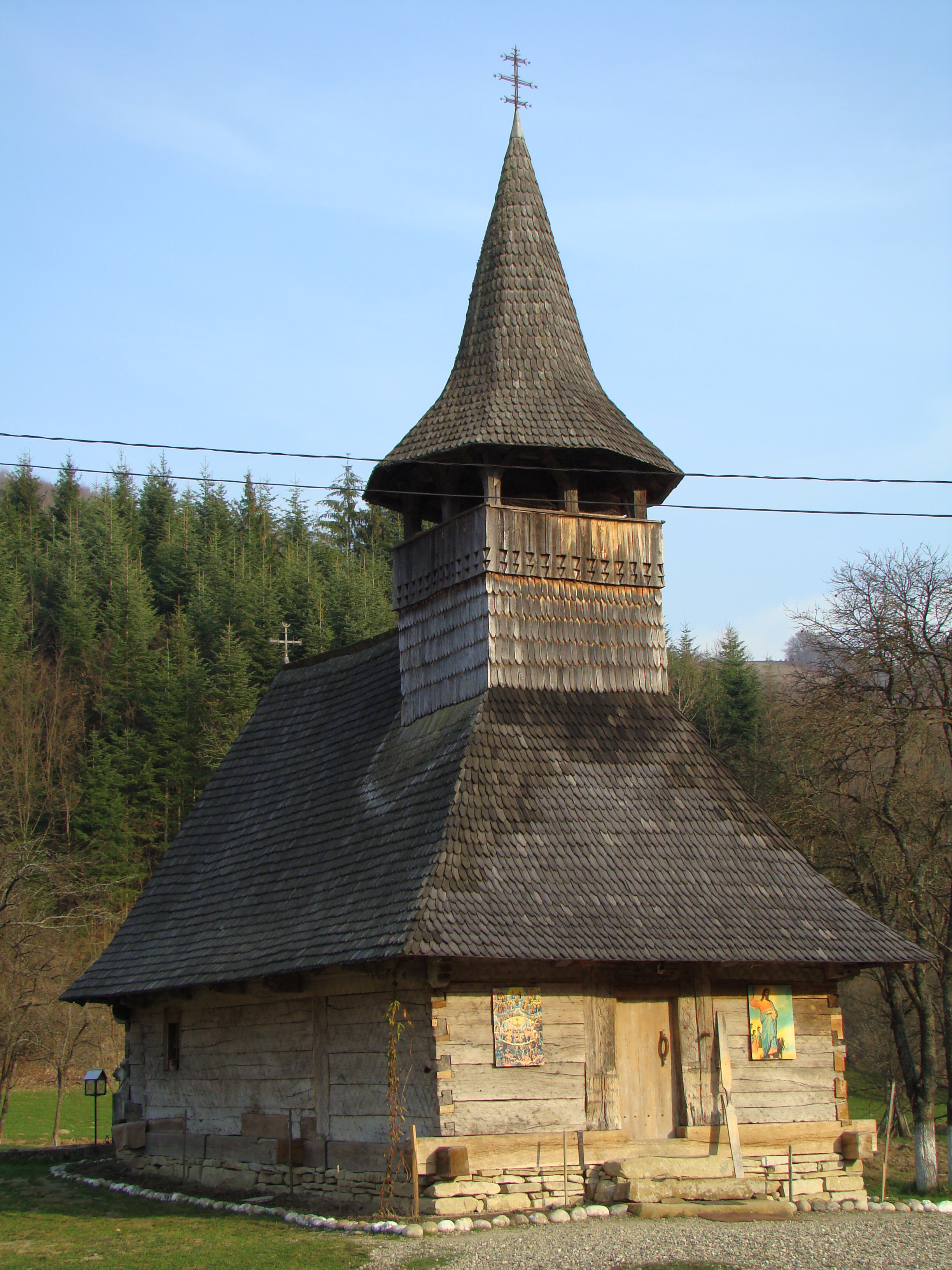
Biserica de lemn a mănăstirii Căşeiel, satul Valea Căşeielului, județul Cluj, 2009

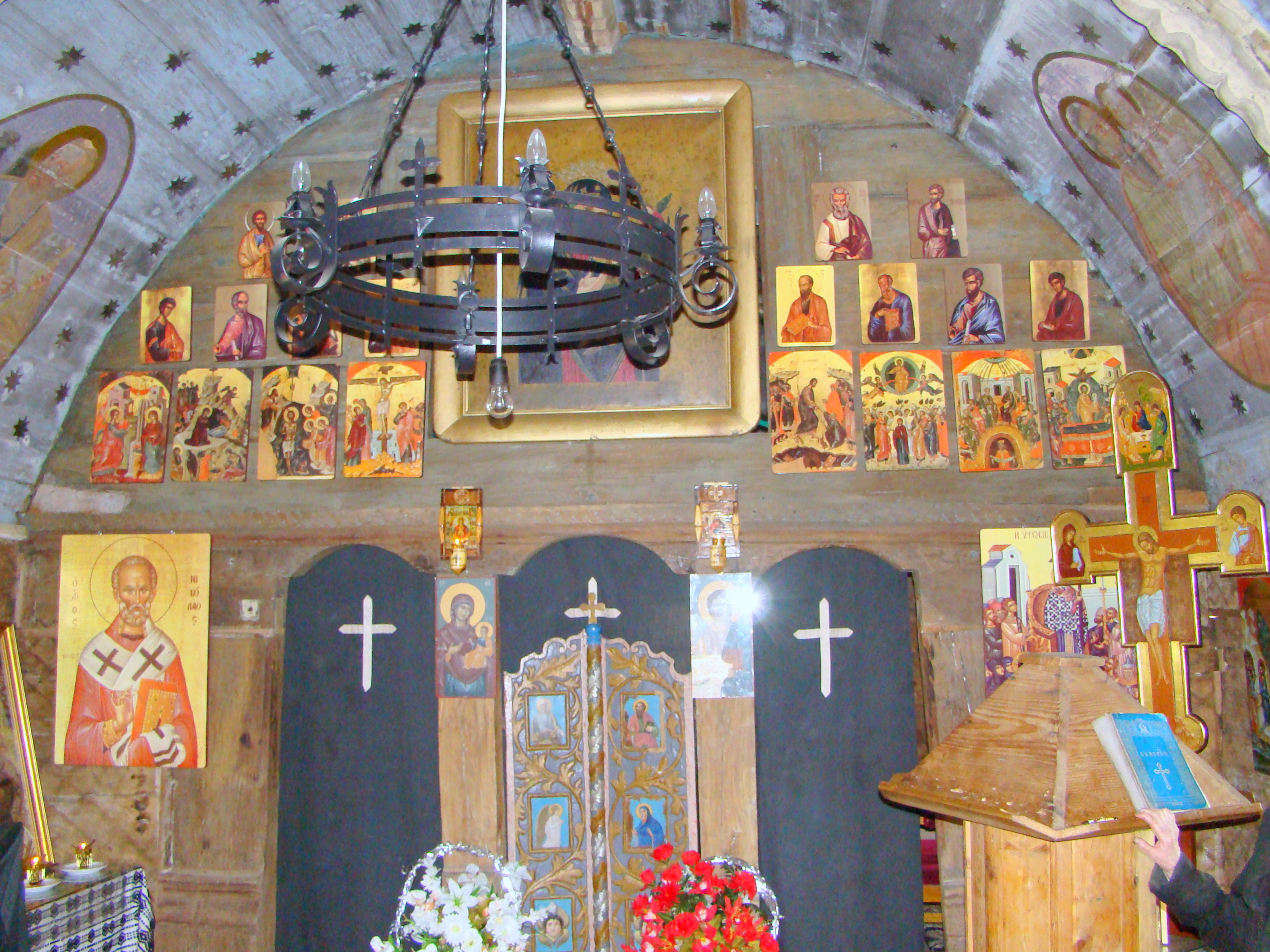
Interiorul navei spre iconostas

Biserica de lemn din Valea Cășeielului, comuna Chiuiești, județul Cluj, datează din secolul XVIII.
Are hramul „Sfinții Apostoli Petru și Pavel”. Biserica se află pe noua listă a monumentelor istorice sub codul LMI: cod LMI CJ-II-B-m-07769.

## Trăsături
Amplasată în curtea mănăstirii de maici, biserica de lemn din Valea Cășeielului, monument istoric, mai păstrează urme de pictură murală în altar. Biserica a fost adusă aici în 1923 și tencuită în exterior și interior.
Decorul sculptat: Bârna ce ține loc de cheie de boltă în naos este decorată prin incizie cu motive geometrice. Bolta naosului este traversată de bârne decorate prin cioplire cu motivul valului.
Pictura. În interior, peretele a fost zidit până la nivelul începutului bolții. Pe boltă s-a aplicat un tapet, reprezentând stele, adică Bolta cerească, și cei patru evangheliști în medalioane.
Starea de conservare: În anii 1991-1992, s-a înlocuit șindrila, a fost adăugat pridvorul, iar monumentul a fost înălțat pe o bază.
În vara anului 2005, s-a descoperit o ciupercă care a început să atace lemnul pereților, acesta fiind afectat destul de serios pe unele porțiuni astfel că, cu acceptul Comisiei Monumentelor Istorice, s-a purces la restaurarea monumentului. Procesul de restaurare a continuat și în 2007.
În peretele sudic al pronaosului s-a tăiat o fereastră de dimensiuni mari.

## Imagini

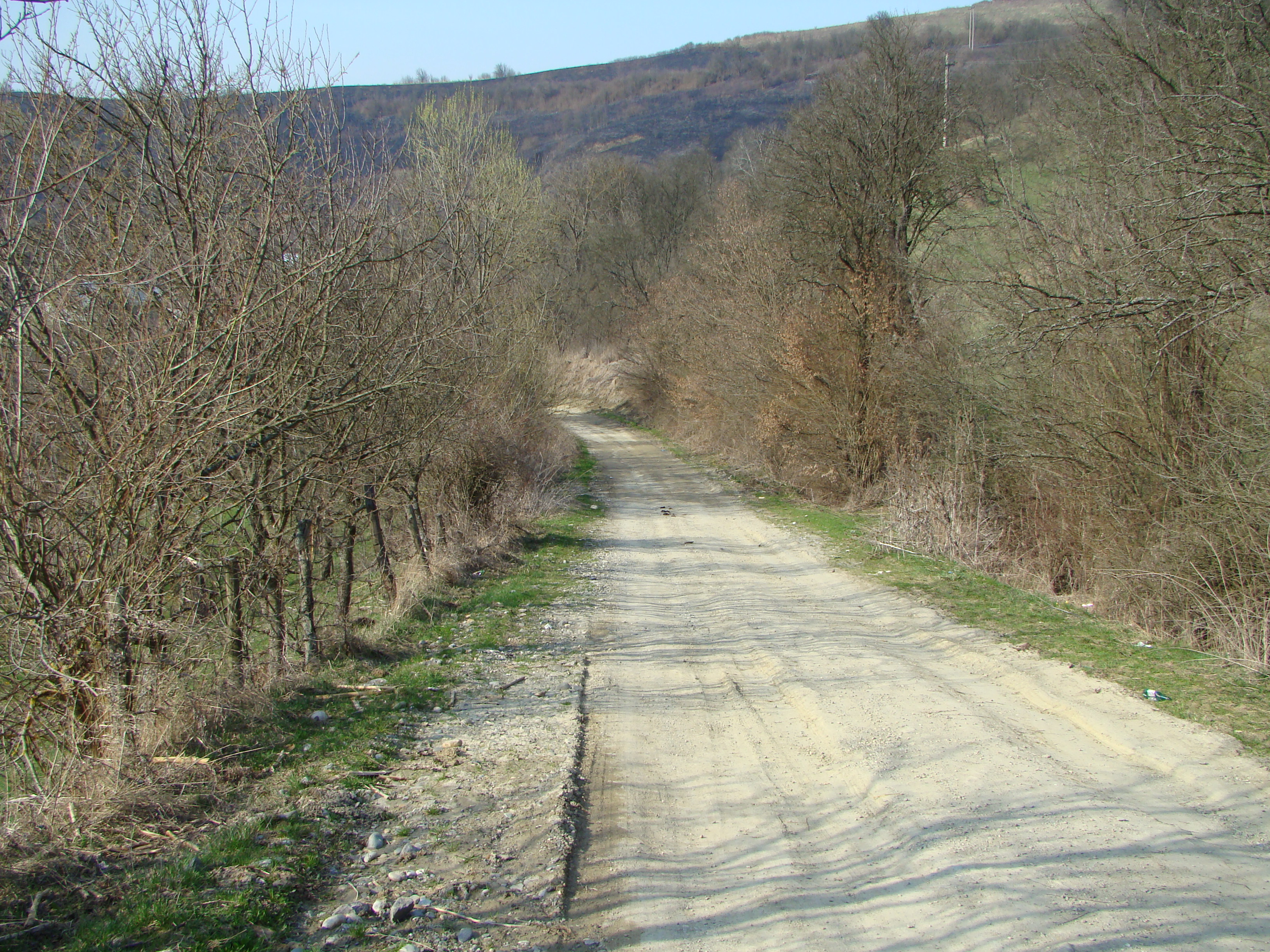
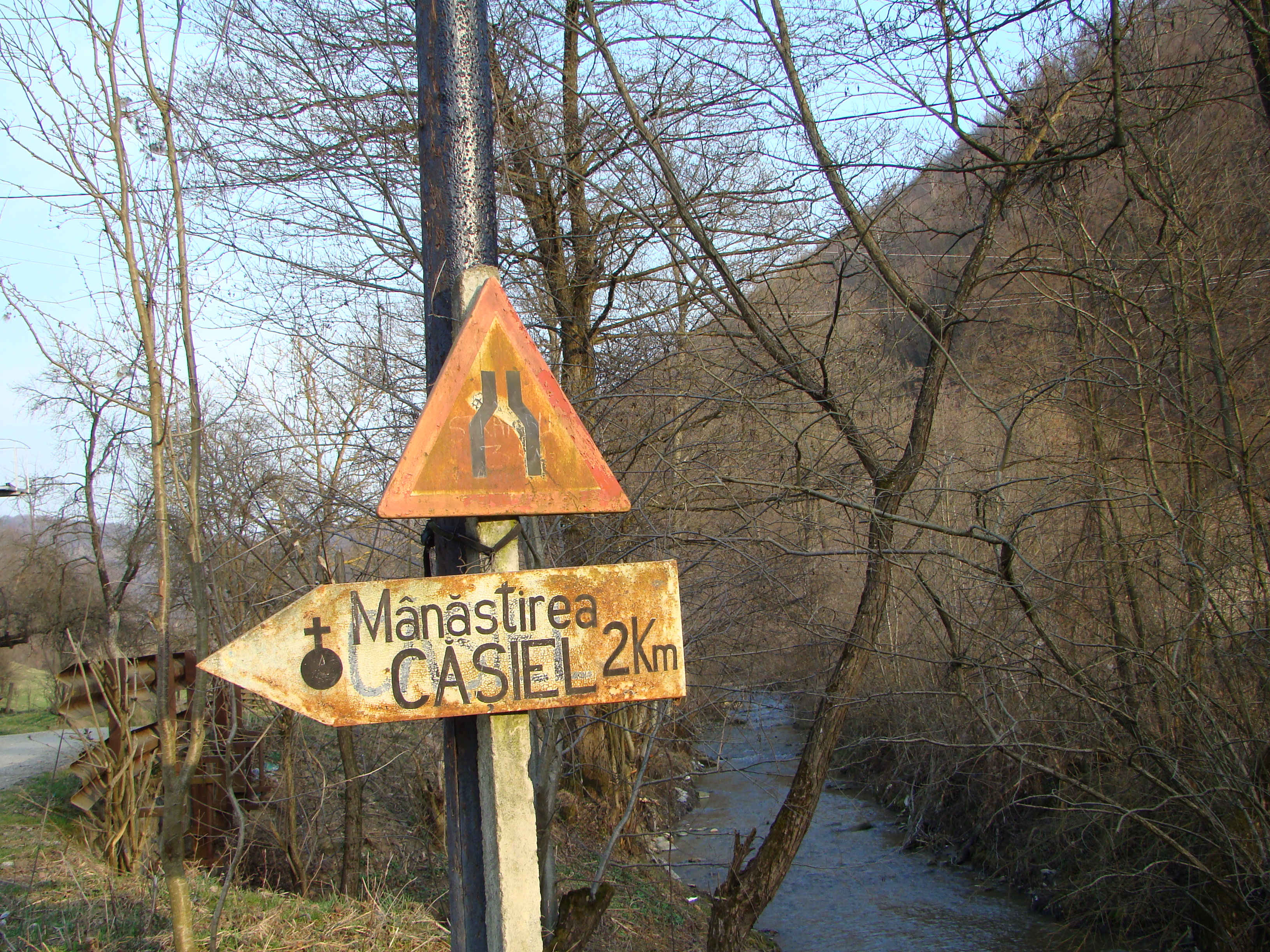
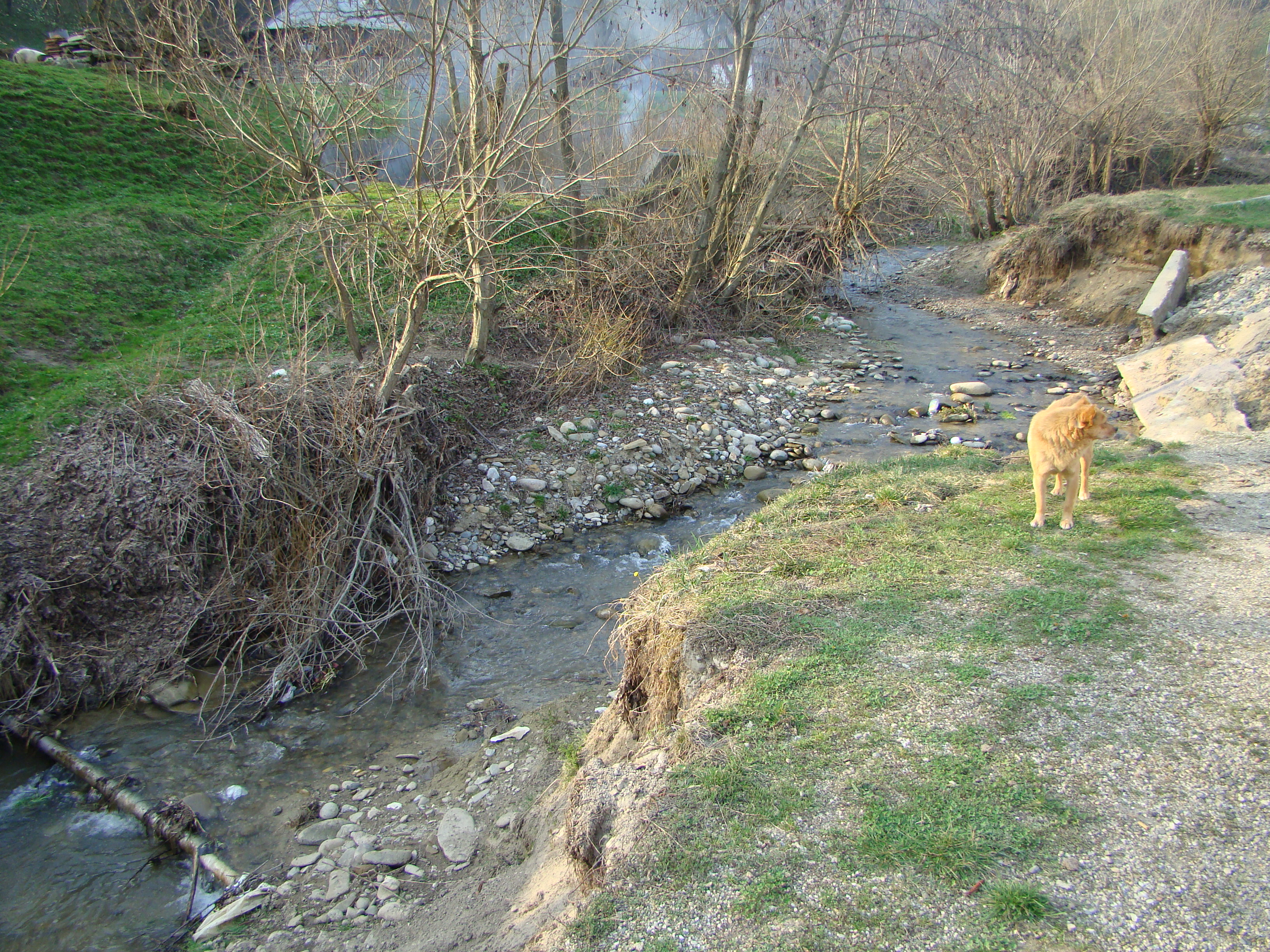
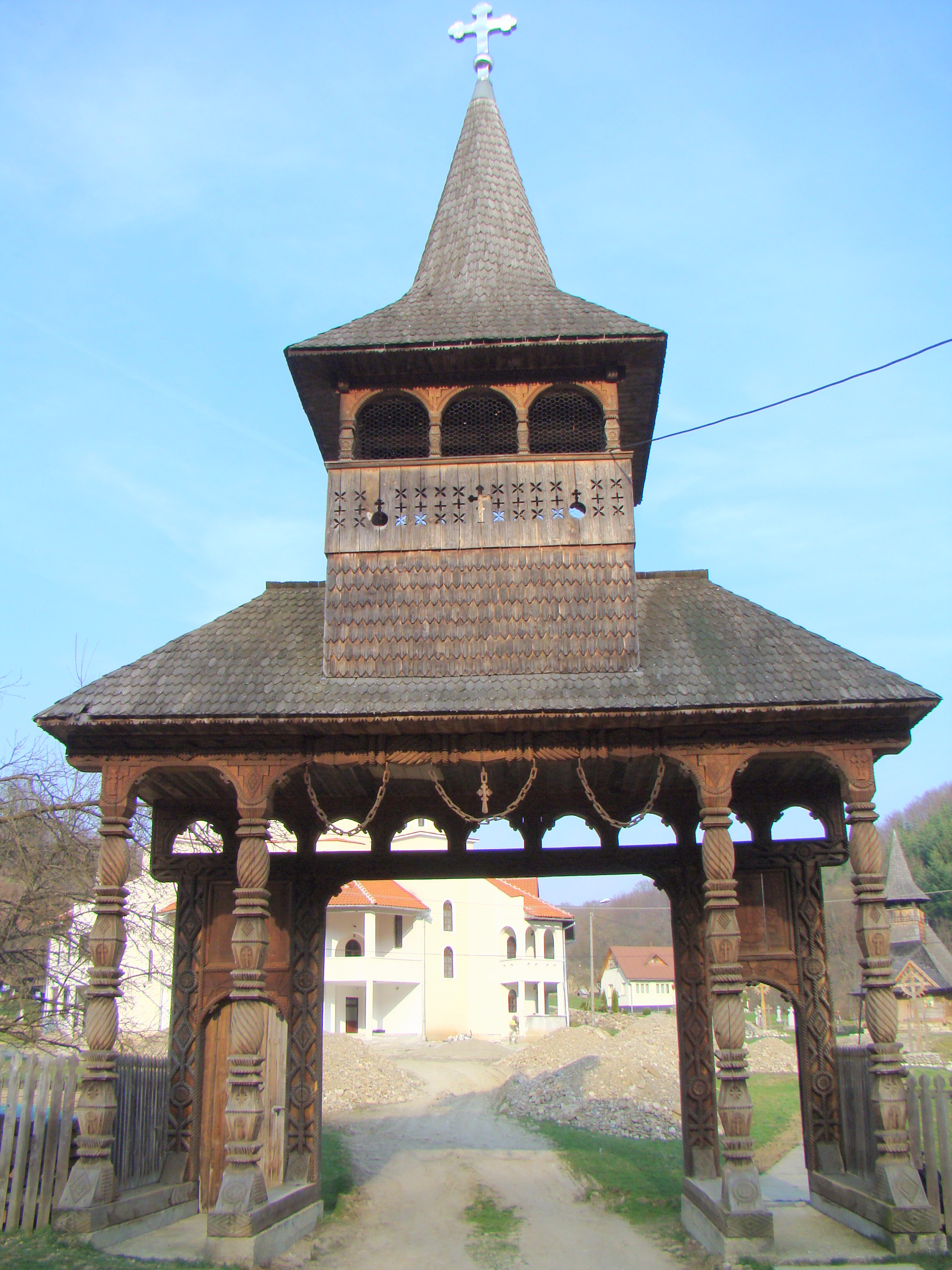
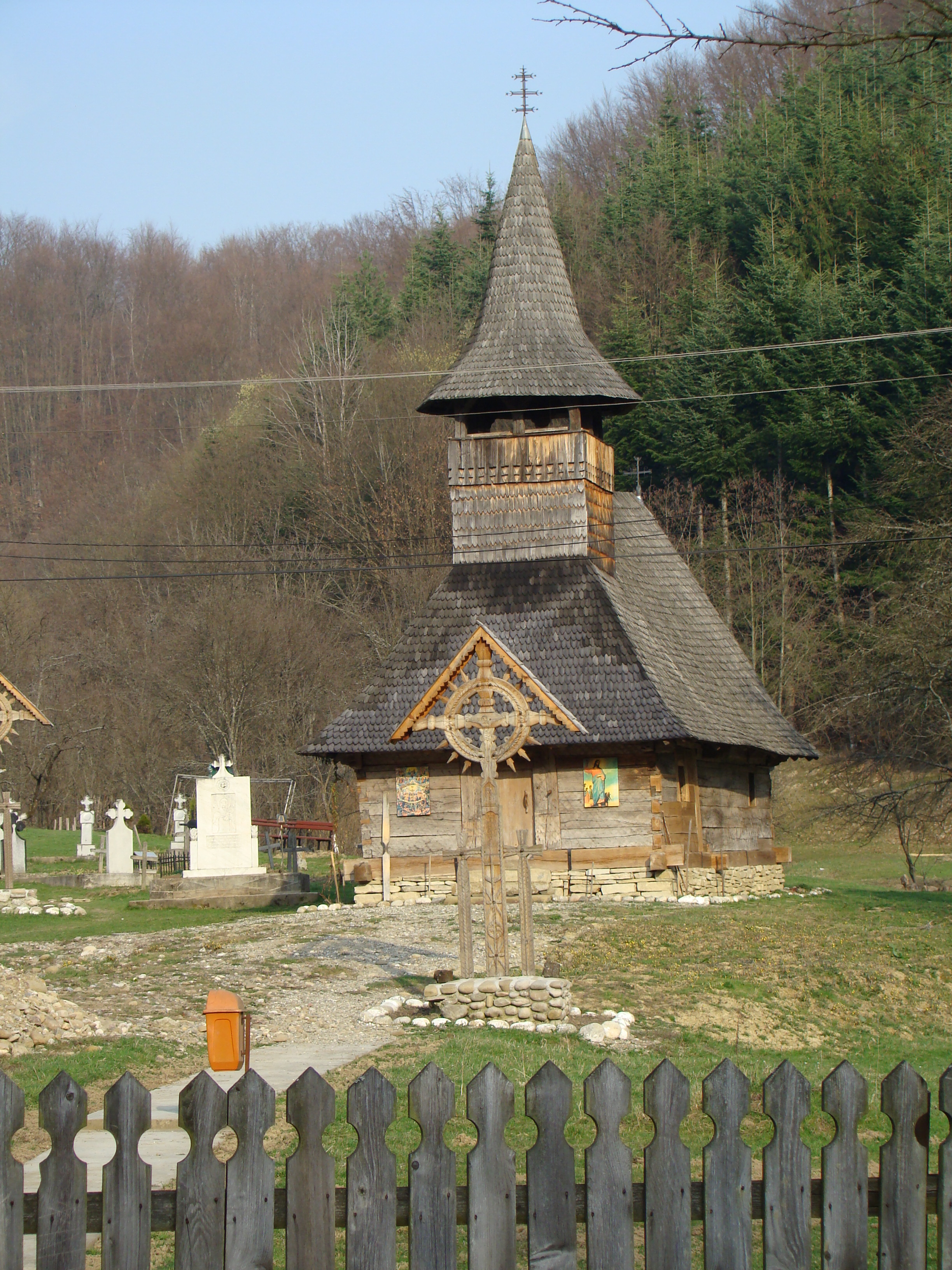
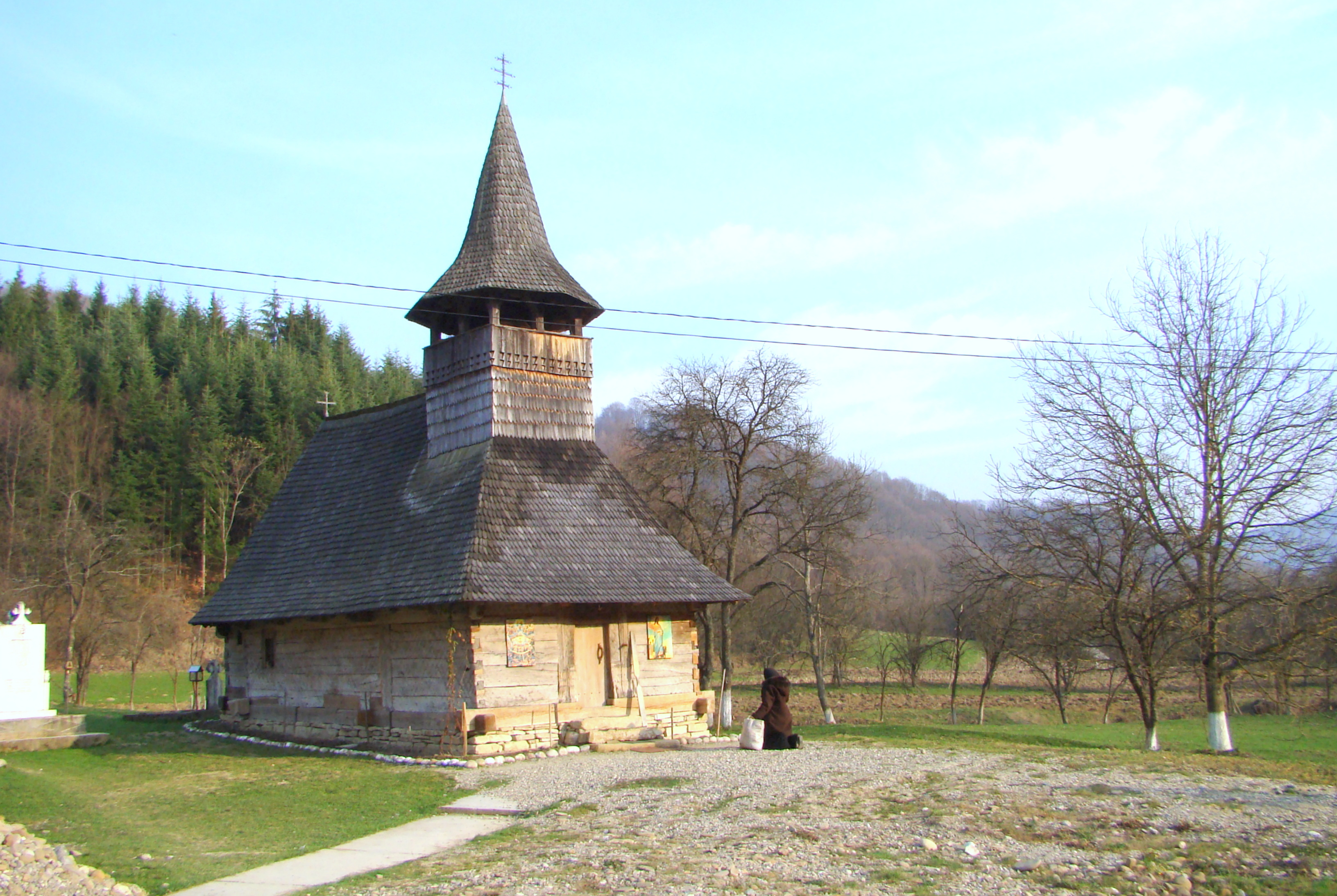
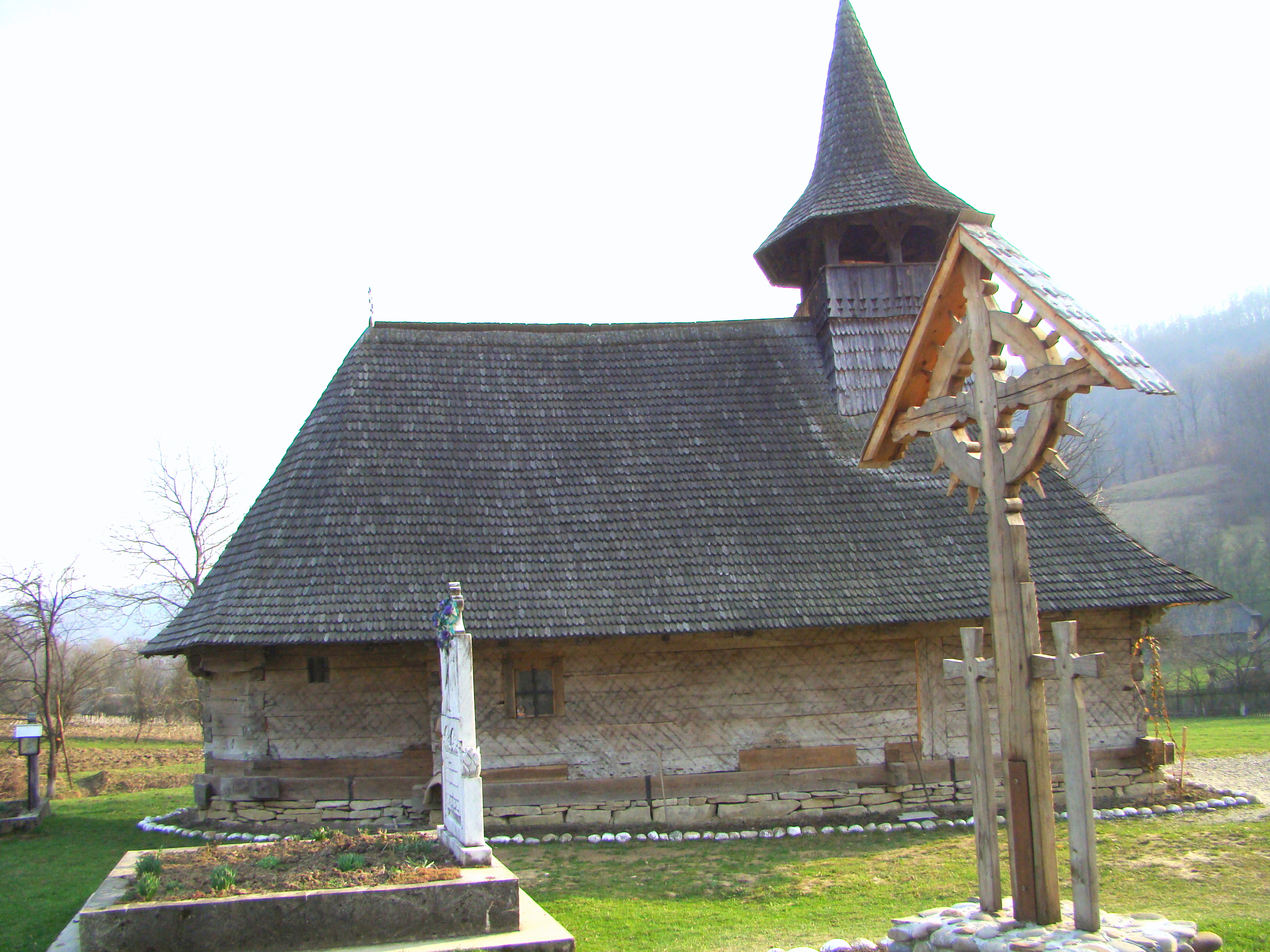
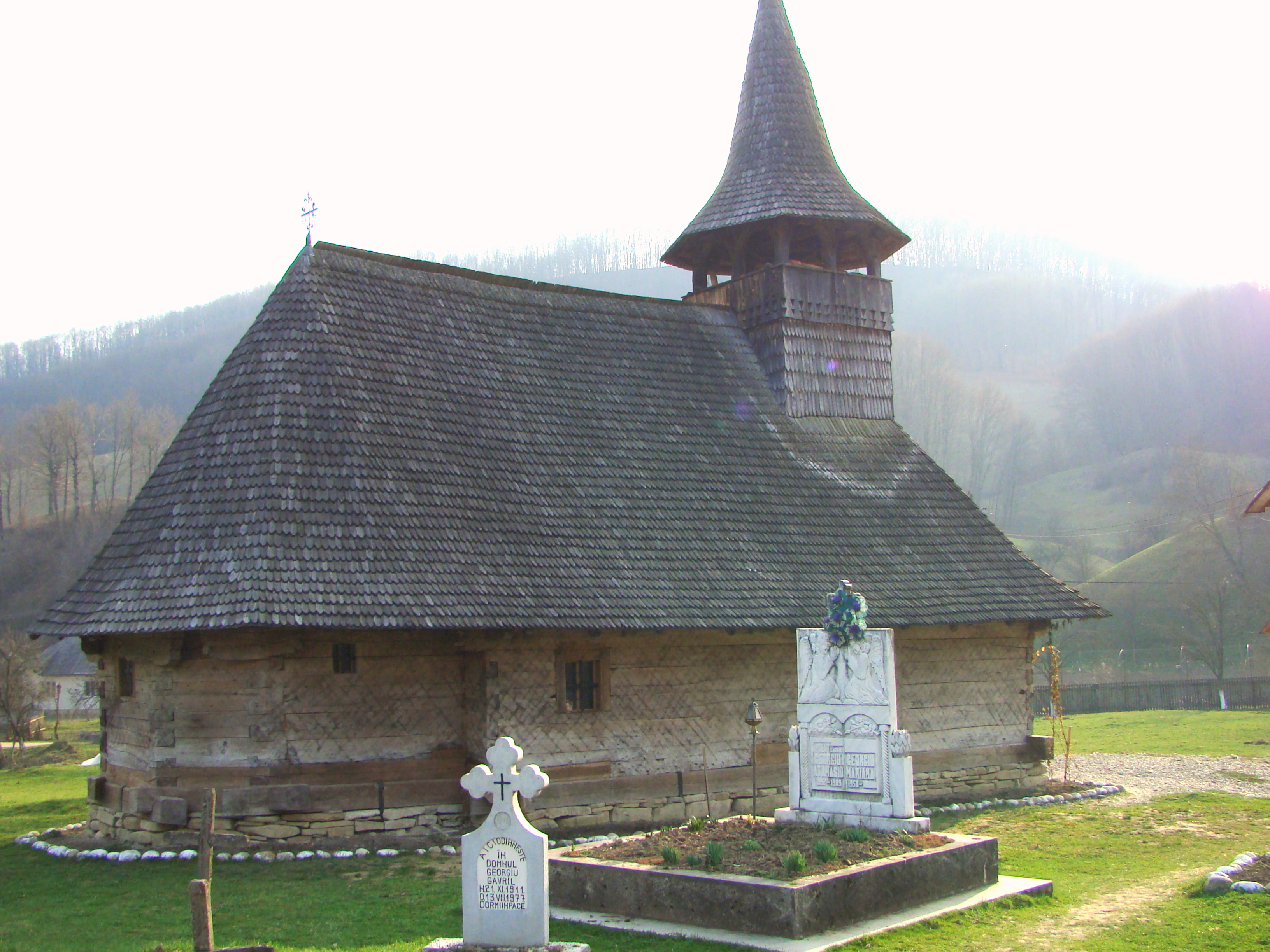
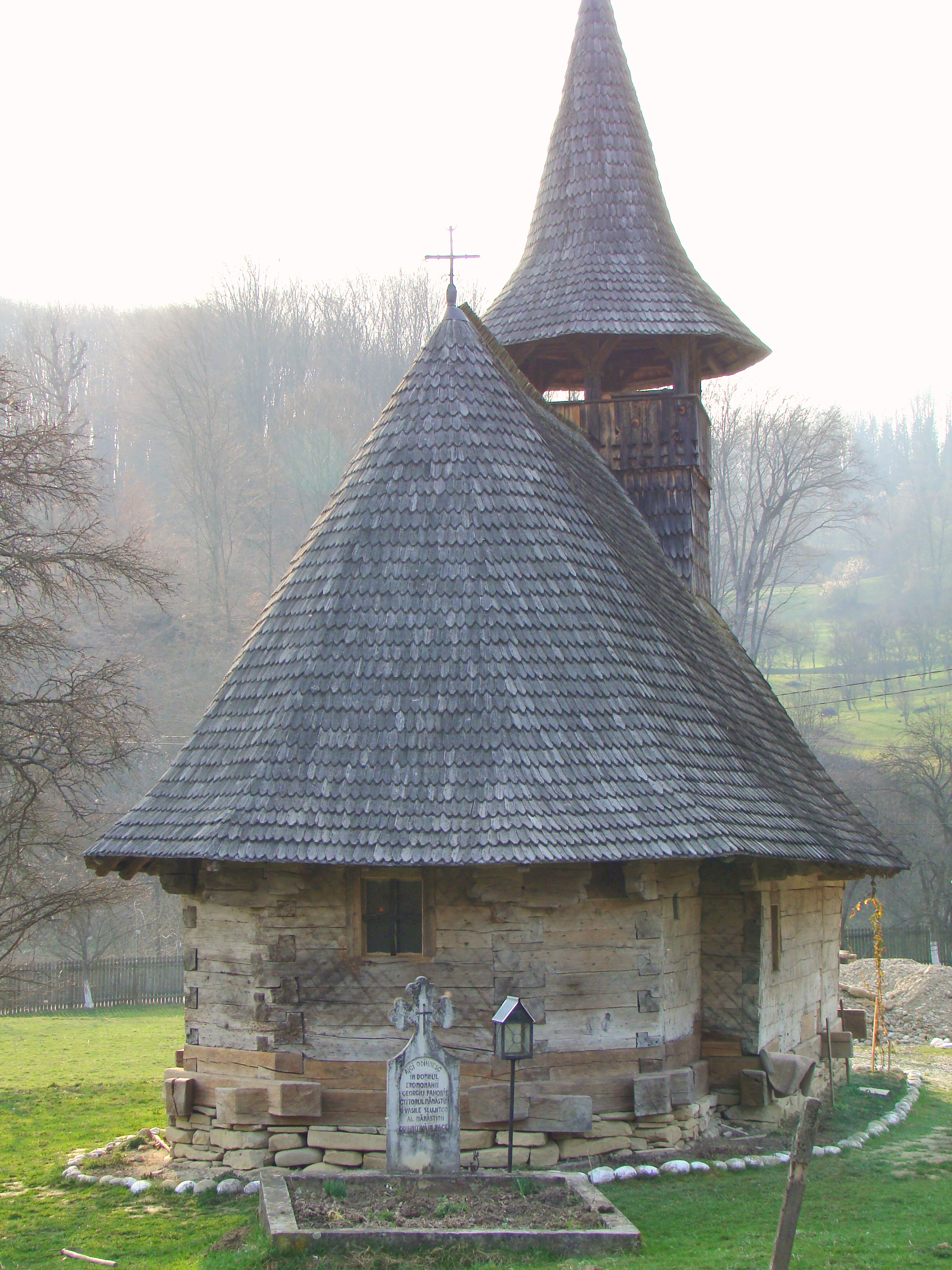
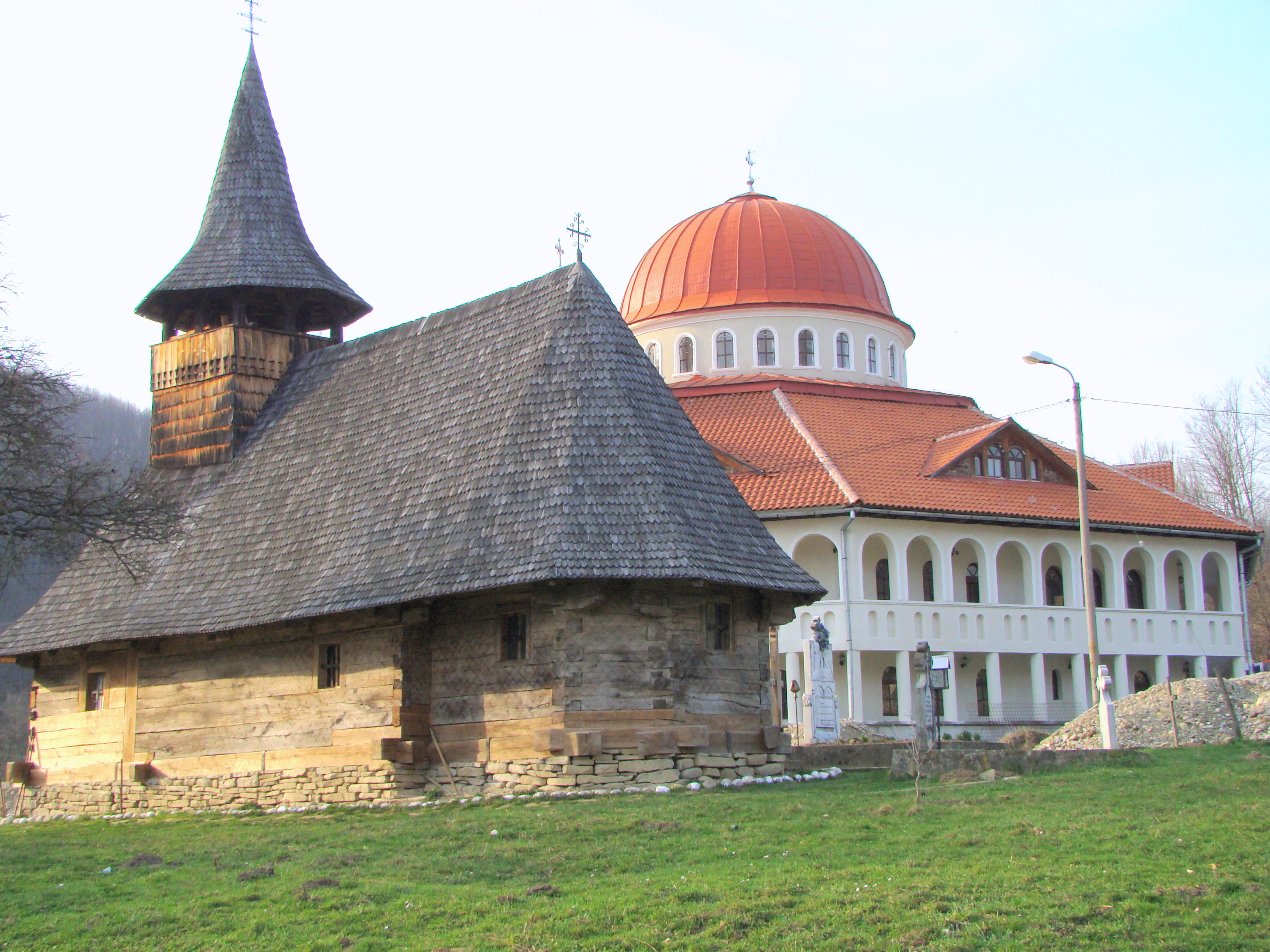
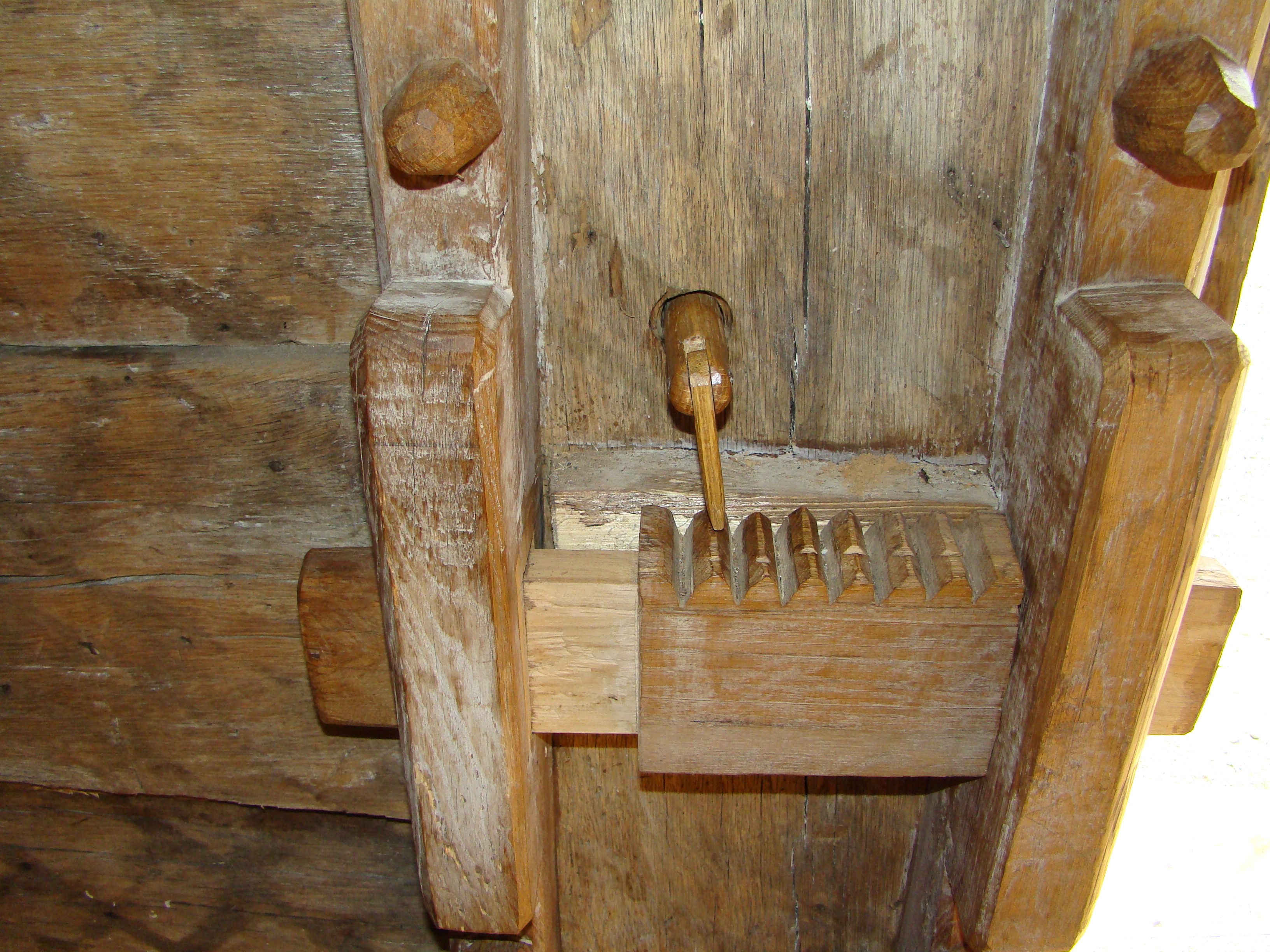
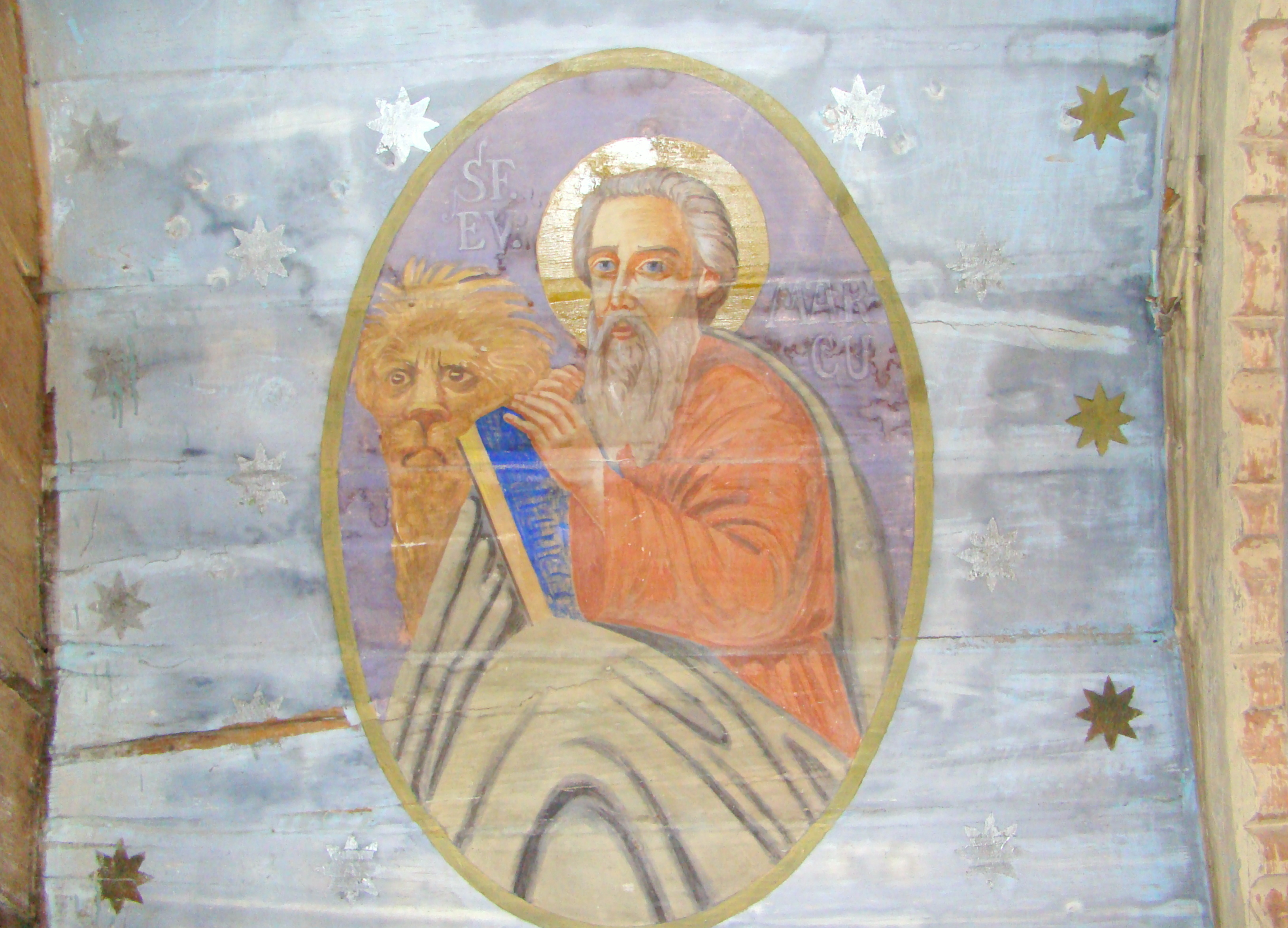
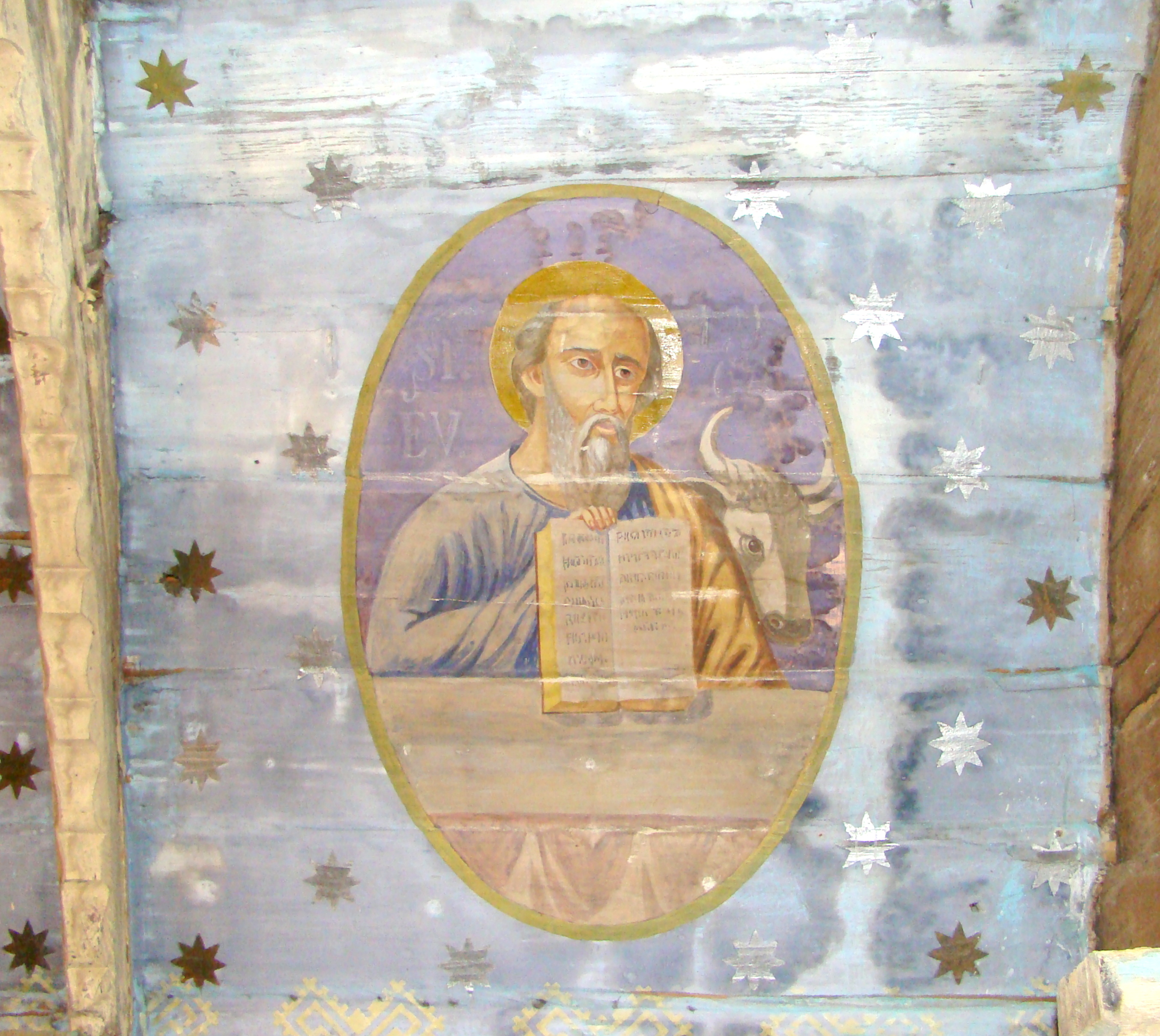
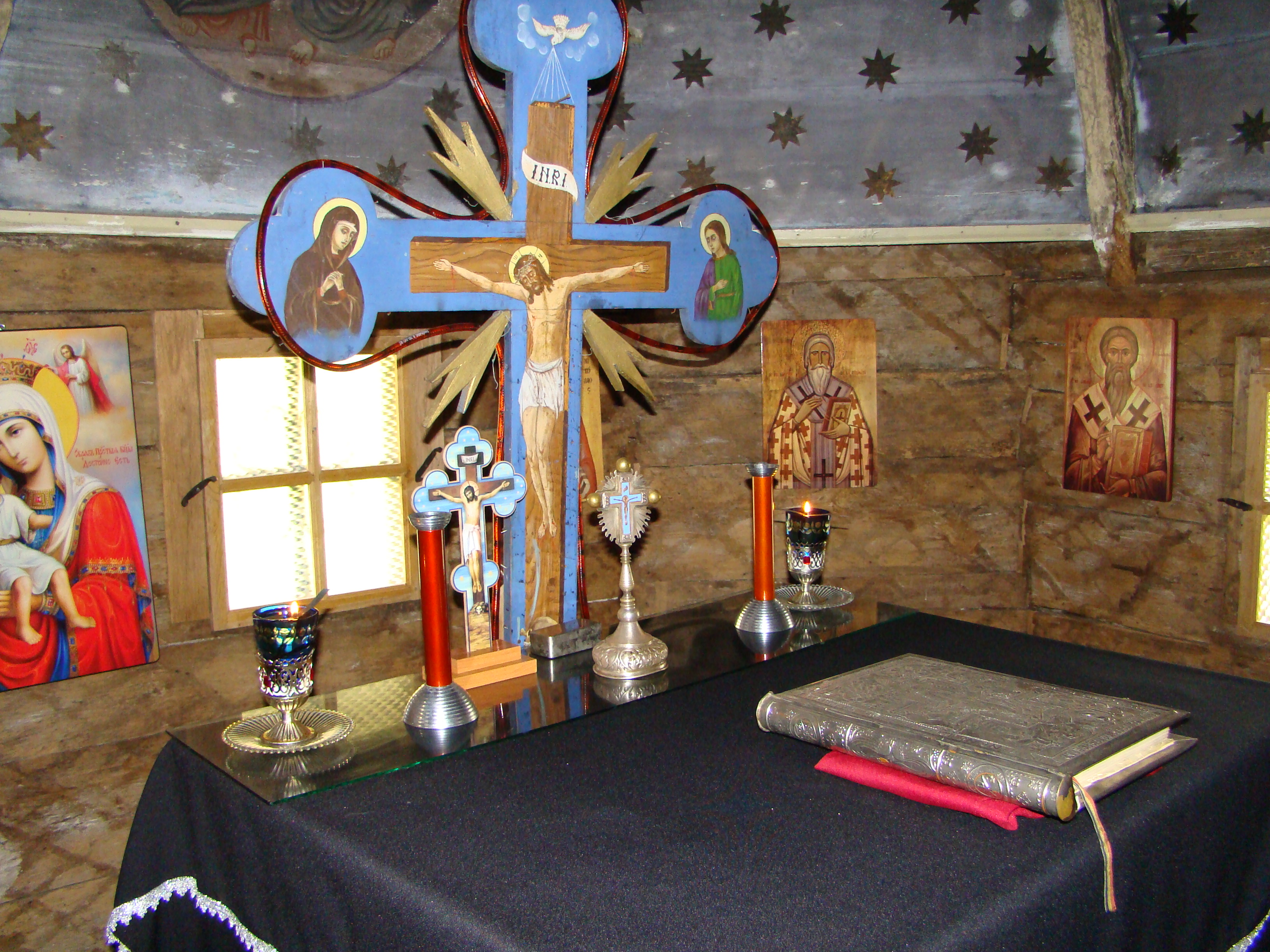
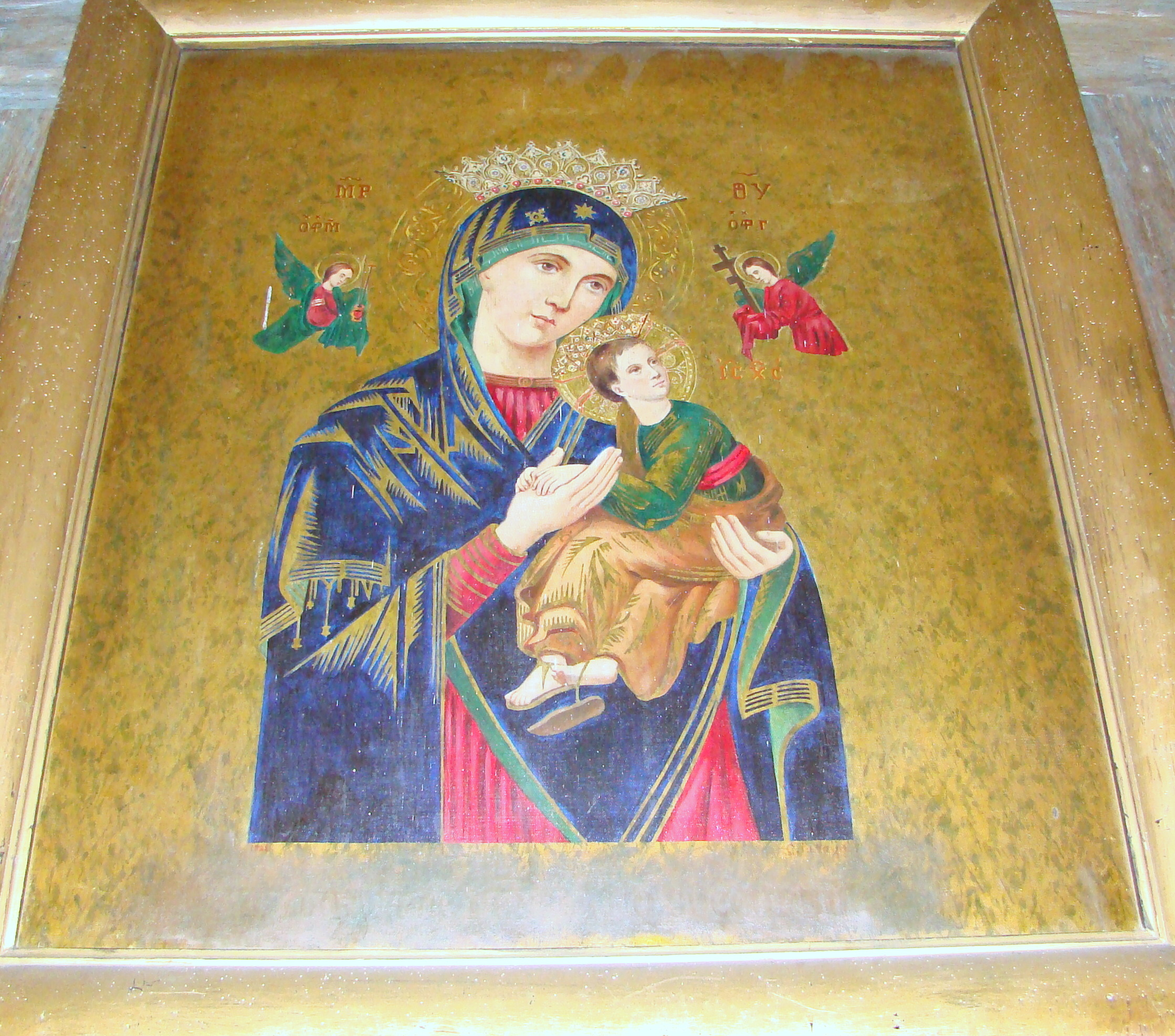
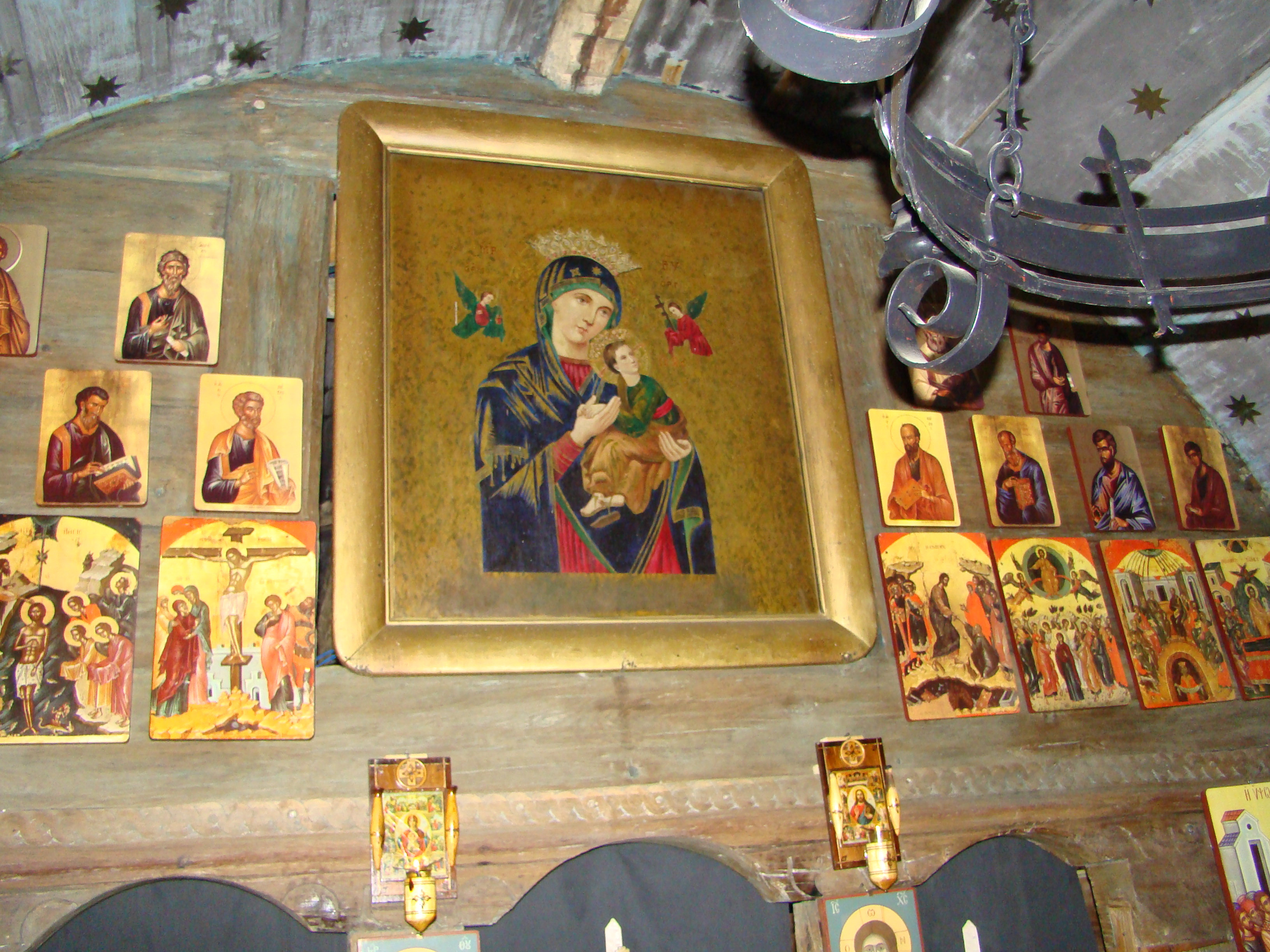
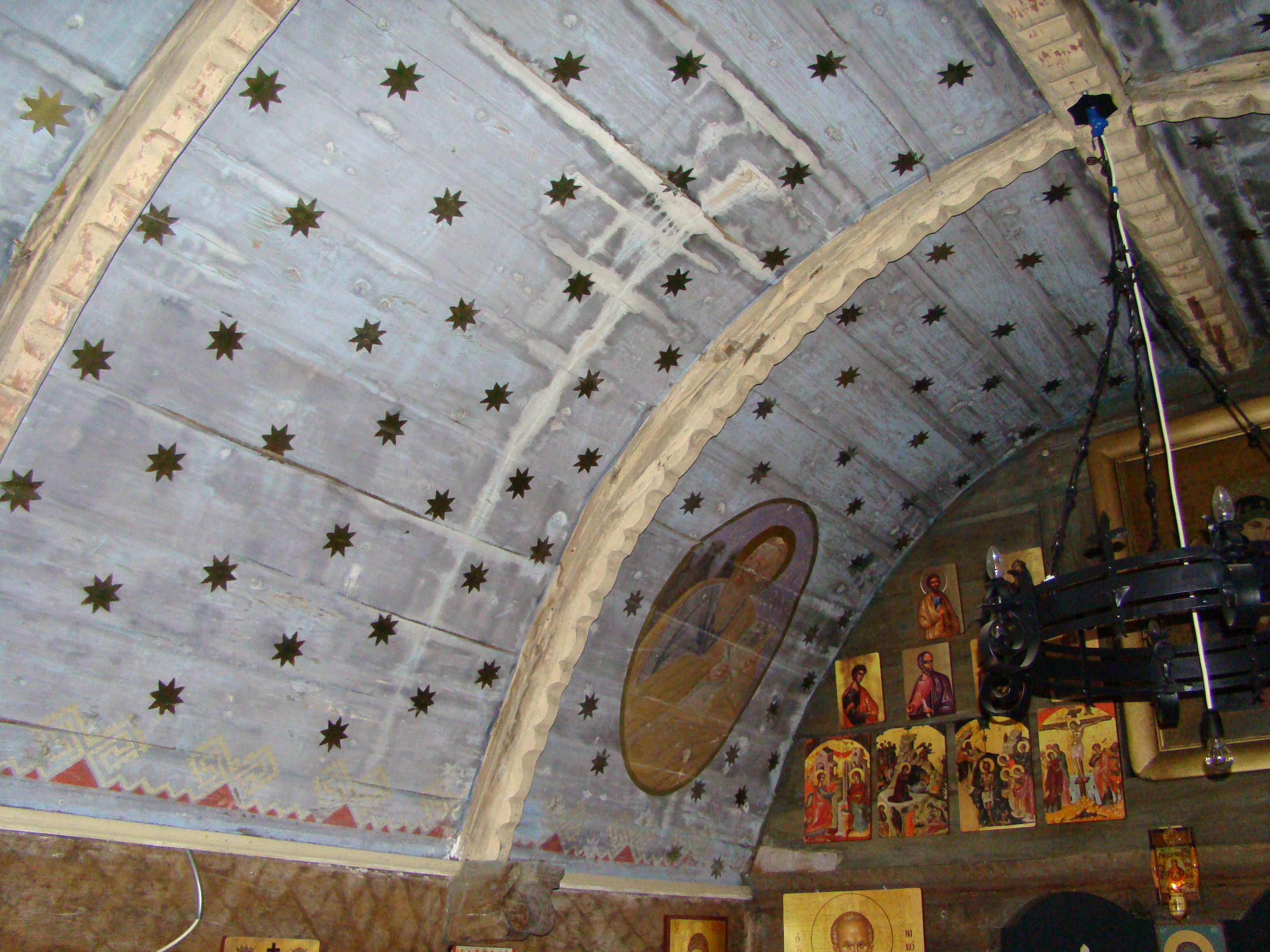
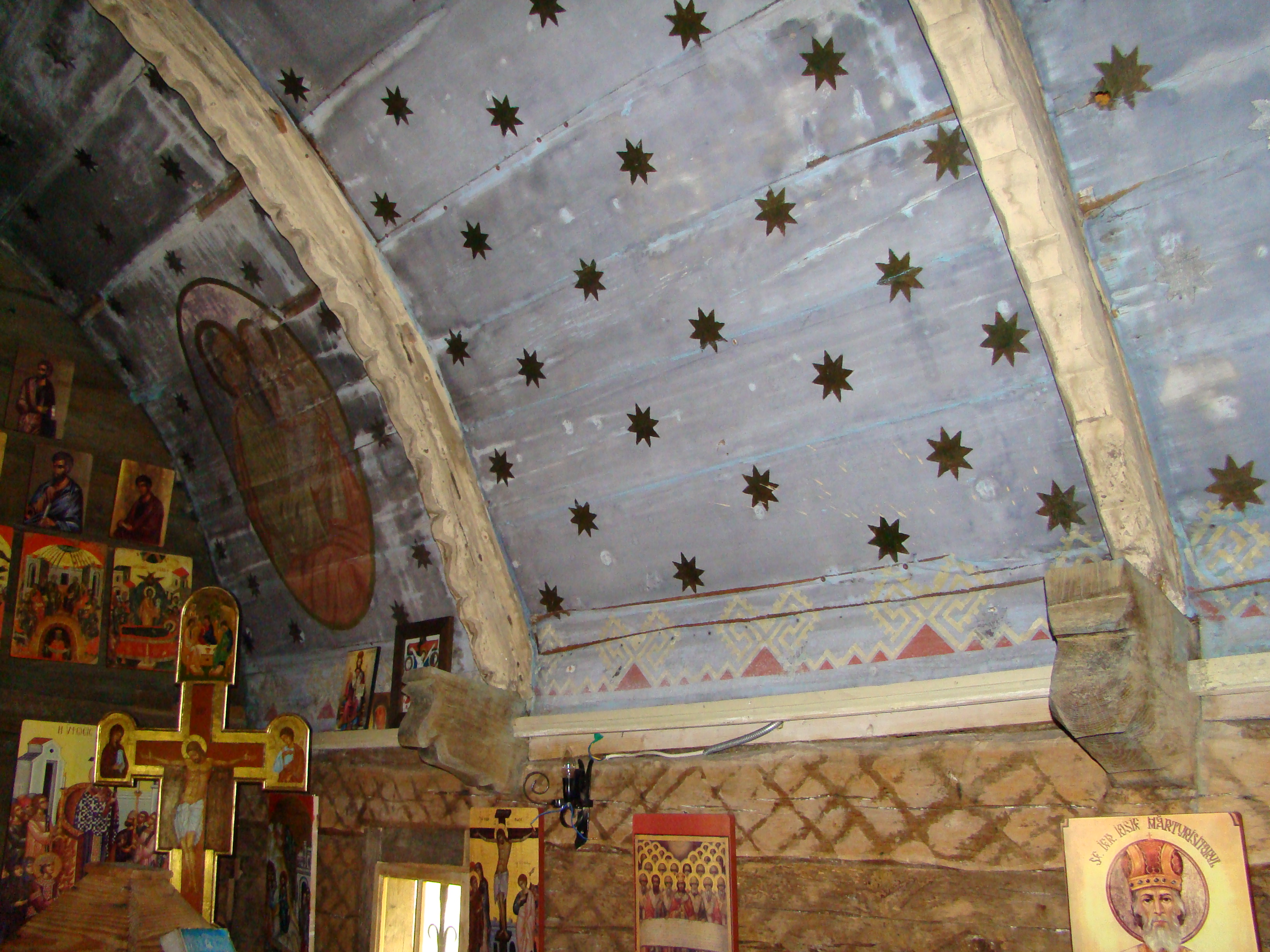
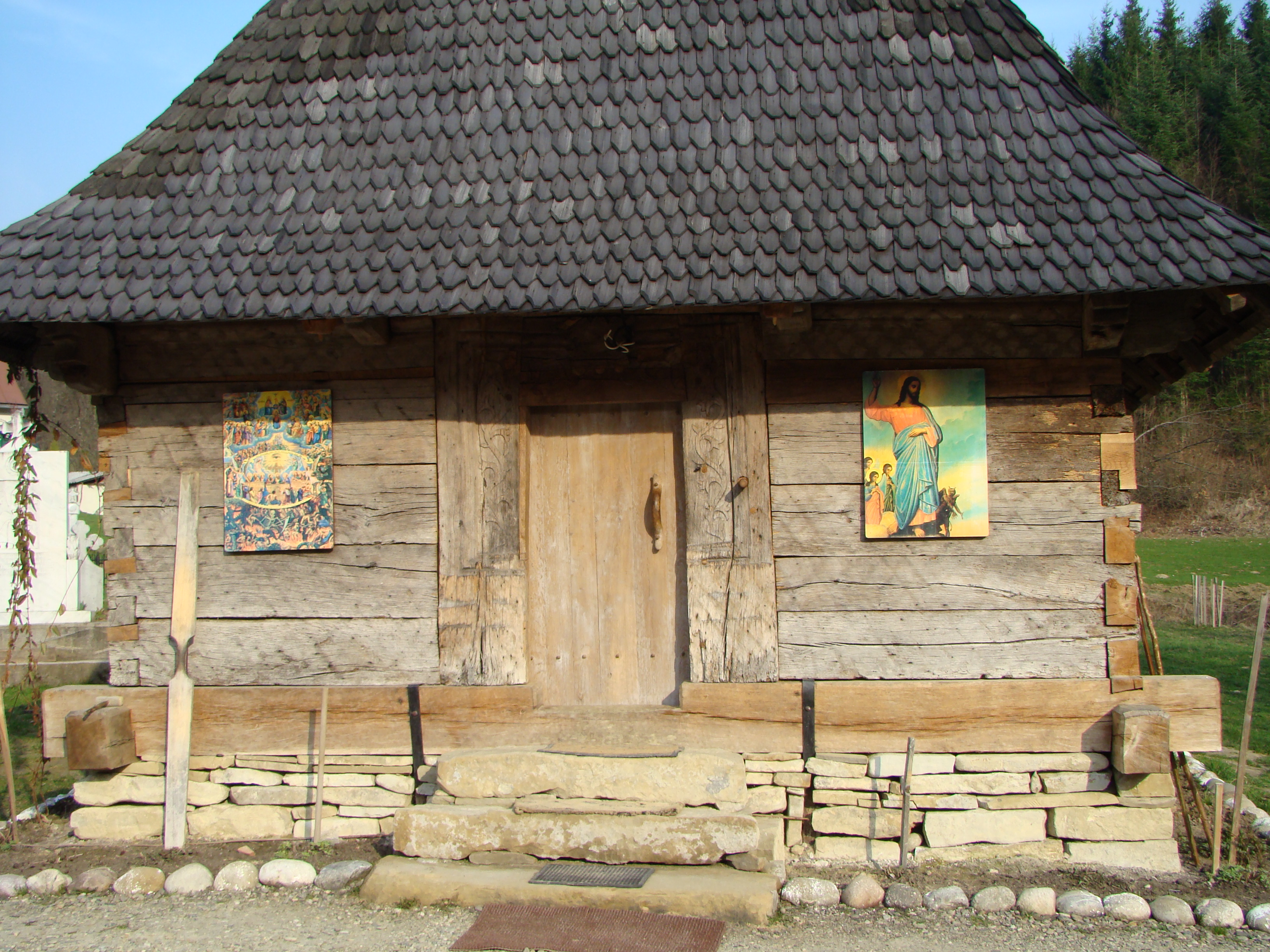
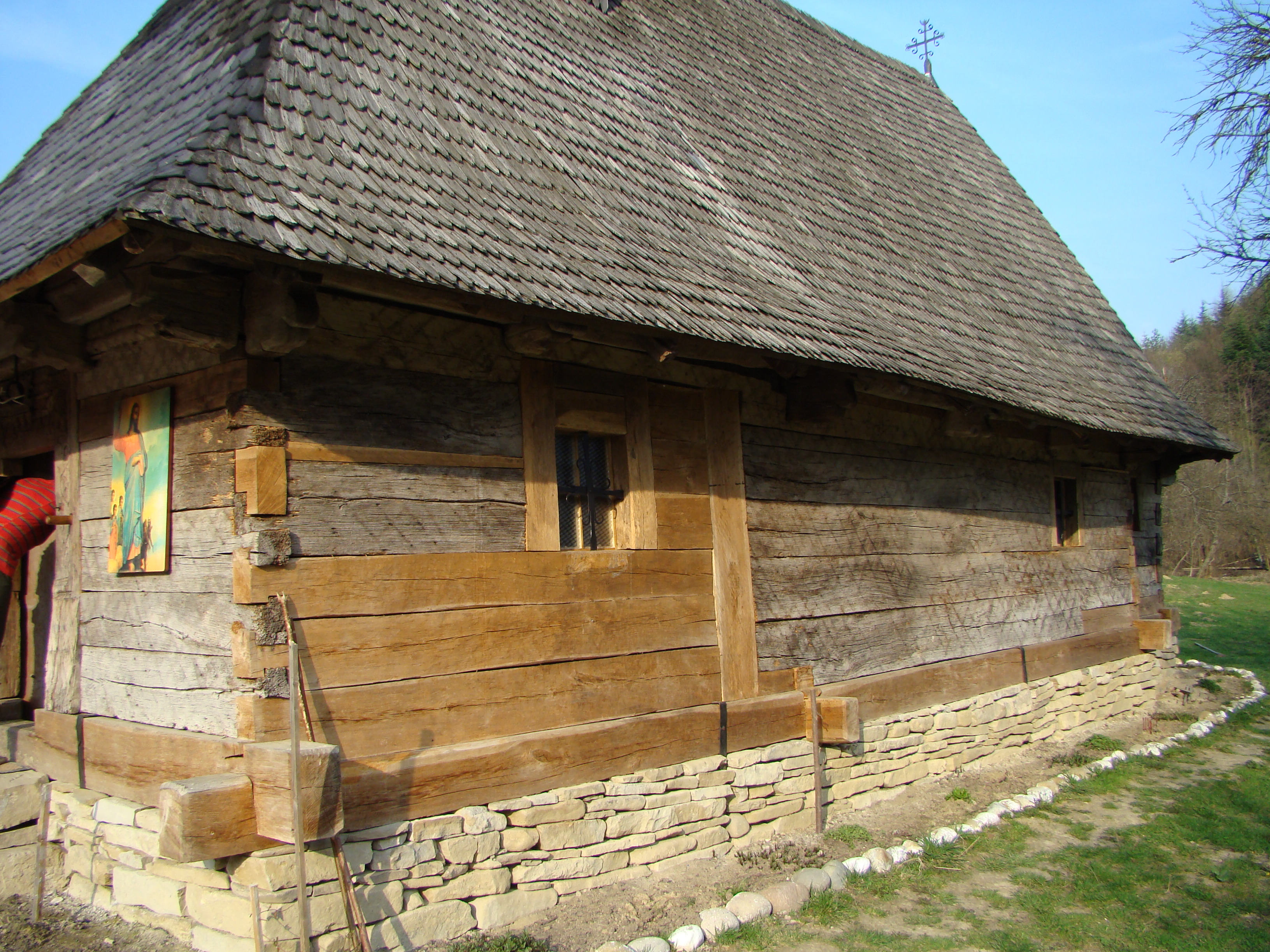
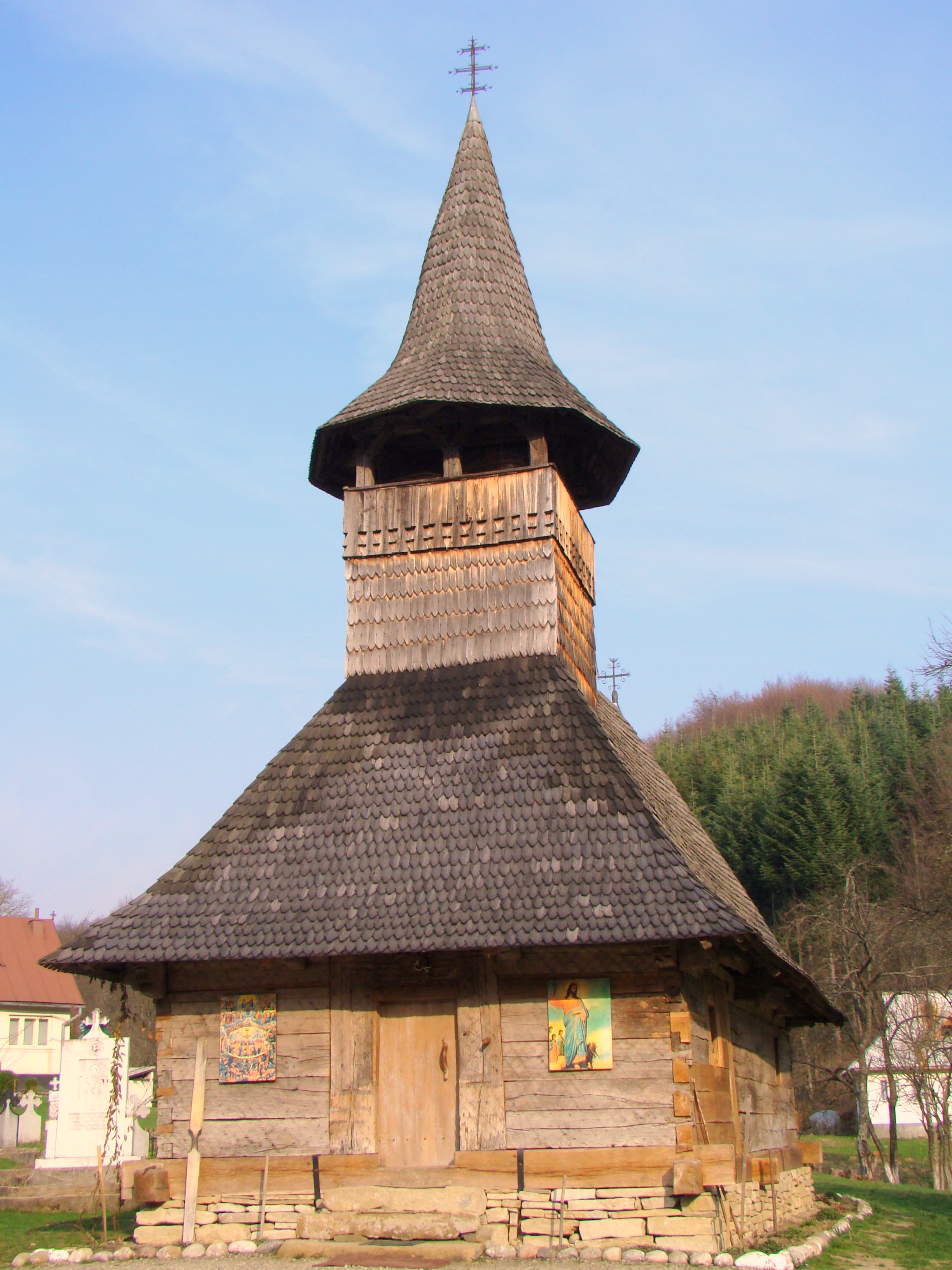
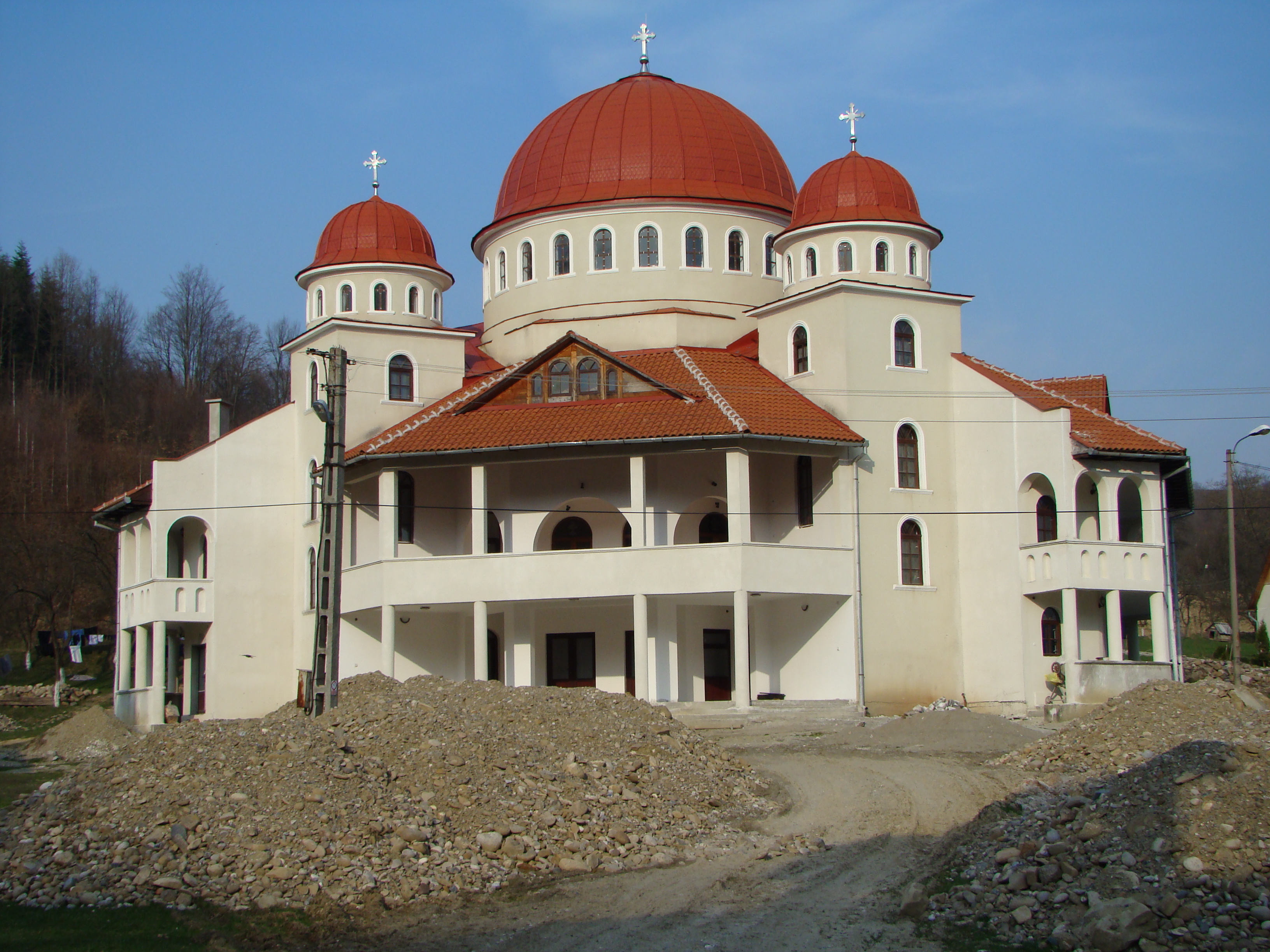